# Шайетет 3

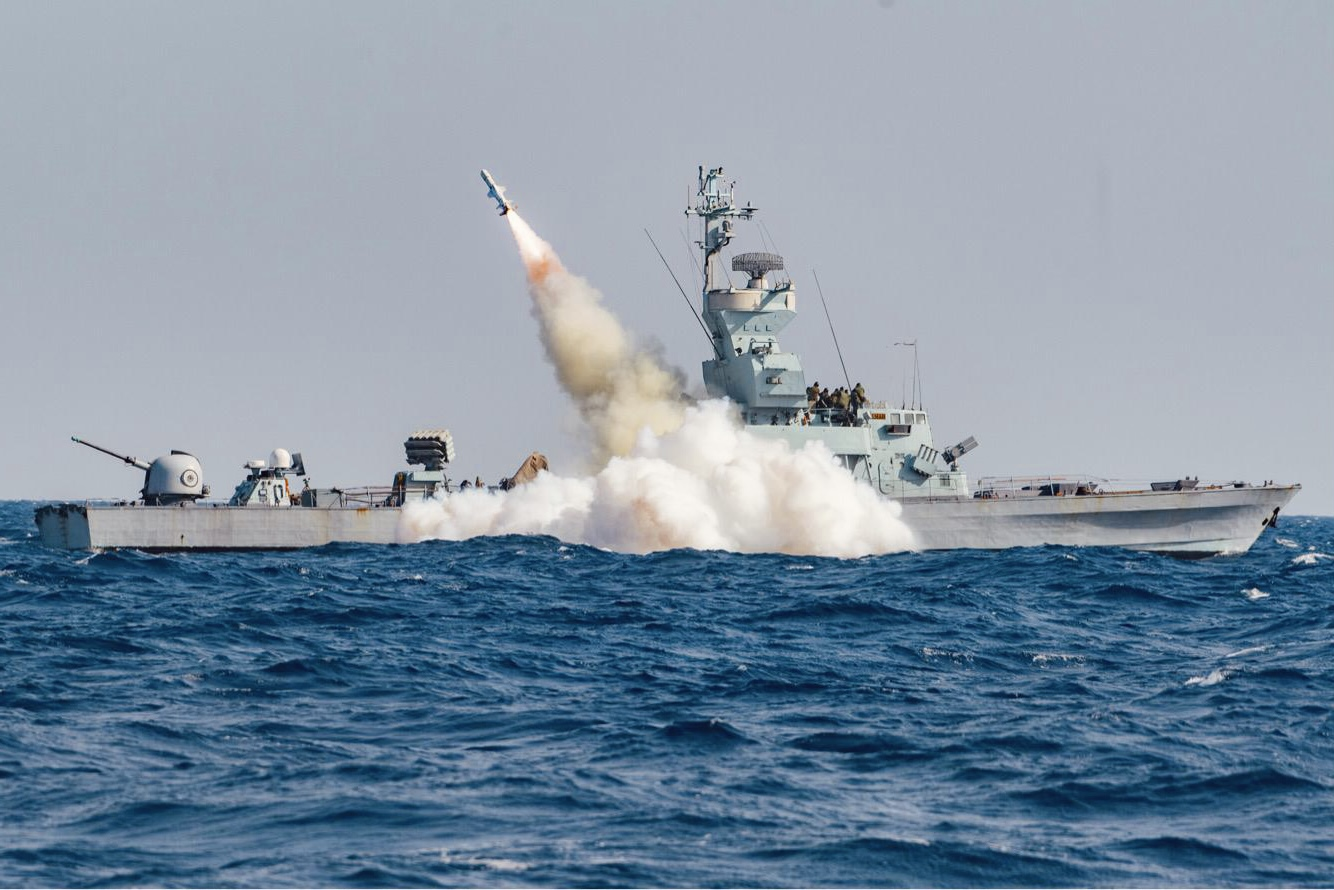
Ракетный катер типа «Саар-4,5»

Шайетет 3 (ивр. שייטת 3‎, 3-я флотилия ВМС Израиля) — флотилия Малых ракетных кораблей и кораблей типа корвет военно-морских сил Израиля. Флотилия была создана в середине 60-х годов XX века, базируется на военно-морской базе в Хайфе. Командующим флотилии является капитан 1-го ранга (алуф мишне) Меир Азури.